# Francesco Navarrini
Francesco Navarrini   (Cittadella, 26 de desembre de 1855 - Milà, 21 de febrer de 1923) va ser un cantant d'òpera italià, de la corda de baix.

## Trajectòria
El primer estre de cant que va tenir Navarrini fou Giuseppe Felix, després es traslladà a Milà per a perfeccionar-se sota la direcció de Carlo Borroni. Debutà el 1878 a Treviso, on interpretà el paper del duc Alfonso de Lucrezia Borgia de Donizetti. A continuació va començar a teatres segundaris. El 1880 anà al teatre Regio de Torí. La temporada de 1881-82 va cantar al teatre São Carlos de Lisboa al Portugal. Va debutar a La Scala de Milà el 1885 a costat de Francesco Marconi en La Favorite de Donizetti i Il Profeta, de Meyerbeer. Se'n recorden els rols de l'Inquisidor en el Don Carlo, el Ramfis en l'Aida, (1884) i Ludovico en l'Otello (1887), tots de Verdi.
Al cim del seu èxit, el 1887 va ser convidat al Teatre de Drury Lane a Londres i l'any després a l'Òpera Reial de Covent Garden. El seu paper de Sparafucile en Rigoletto i Leporello en Don Giovanni no van rebre bona crítica i va tornar a La Scala el 1888. Va continuar a Itàlia tot i compaginar amb rols a París al Teatre de la Gaîté, a Madrid i a Buenos Aires. El 1898 va participar en l'estrena italiana d'Els mestres cantaires de Nuremberg per Arturo Toscanini en la temporada de 1898-99. Malgrat uns primers indicis d'ocàs de la seva veu, al pas del segle continua recollint grans èxits a Sevilla (1895), Barcelona (1897, 1898 fins 1907). Va fer un gir amb la companyia de Pietro Mascagni als Estats Units i el Canadà el 1902. Des de 1894 va actuar regularment a Sant Petersburg, Moscou i Odessa a Rússia.
Amb un concert de comiat al Teatre Mariïnski de Sant Petersburg, Navarrini abandonà l'escena el 1914. Es va retirar a Rossano Veneto. Va Morir a Milà el 23 (o 21) de febrer de 1923.

## Discografia
Queden unes gravacions fetes per la discografia italiana Fonotipia (1904-1926), a les quals es pot admirar les seves capacitats i talents, tot i ser gravades quan la seva veu ja havia passat l'acme:
- «La Calunia» (àudio) (en italià). Il Barbiere di Siviglia (Rossini).   Fonotipia, 1907.
- «Vieni la mia vendetta… Qualunque sia l'evento» (àudio) (en italià). Lucrezia Borgia (Donizetti).   Fonotipia, 1907.
- «Ella giammai m'amo» (àudio) (en italià). Don Carlo (Verdi).   Fonotipia, 1907.